# Elaphoglossum obtusum
Elaphoglossum obtusum är en träjonväxtart som beskrevs av John T. Mickel. Elaphoglossum obtusum ingår i släktet Elaphoglossum och familjen Dryopteridaceae. Inga underarter finns listade.